# Samoaia comma
Samoaia comma är en tvåvingeart som beskrevs av Malloch 1934. Samoaia comma ingår i släktet Samoaia och familjen daggflugor.
Artens utbredningsområde är Samoa. Inga underarter finns listade i Catalogue of Life.